# Coupe du monde de marathon FINA
La Coupe du monde de marathon FINA de nage en eau libre (officiellement « FINA 10km Marathon Swimming World Cup ») est une compétition internationale de nage en eau libre organisée par la Fédération internationale de natation (FINA). 
Il est composé chaque année de sept à huit étapes se déroulant dans différents lieux naturels à travers le monde. Depuis 2007, seules les épreuves de 10 km (distance olympique depuis 2008) composent la Coupe du monde de marathon FINA, celles de plus de 10 km faisant partie du Grand Prix FINA de nage en eau libre. 
Les nageurs des pays membres de la Fédération internationale de natation peuvent participer aux différentes étapes de cette compétition. Chaque nageur se voit attribuer des points en fonction de son classement.

## Palmarès
| Année | Hommes                                                      | Femmes                                                      |
| ----- | ----------------------------------------------------------- | ----------------------------------------------------------- |
| 2007  | Vladimir Dyatchin (RUS)                                     | Angela Maurer (GER)                                         |
| 2008  | Valerio Cleri (ITA)                                         | Angela Maurer (GER)                                         |
| 2009  | Thomas Lurz (GER)                                           | Poliana Okimoto (BRA)                                       |
| 2010  | Chad Ho (RSA)                                               | Ana Marcela Cunha (BRA)                                     |
| 2011  | Thomas Lurz (GER)                                           | Angela Maurer (GER)                                         |
| 2012  | Spyrídon Yanniótis (GRE)                                    | Ana Marcela Cunha (BRA)                                     |
| 2013  | Thomas Lurz (GER)                                           | Emily Brunemann (USA)                                       |
| 2014  | Allan do Carmo (BRA)                                        | Ana Marcela Cunha (BRA)                                     |
| 2015  | Christian Reichert (GER)                                    | Rachele Bruni (ITA)                                         |
| 2016  | Simone Ruffini (ITA)                                        | Rachele Bruni (ITA)                                         |
| 2017  | Simone Ruffini (ITA)                                        | Arianna Bridi (ITA)                                         |
| 2018  | Ferry Weertman (NED)                                        | Ana Marcela Cunha (BRA)                                     |
| 2019  | Kristóf Rasovszky (HUN)                                     | Rachele Bruni (ITA)                                         |
| 2020  | Annulé après une étape en raison de la pandémie de Covid-19 | Annulé après une étape en raison de la pandémie de Covid-19 |
| 2021  | Kristóf Rasovszky (HUN)                                     | Ana Marcela Cunha (BRA)                                     |
| 2022  |                                                             |                                                             |